# Piper cambodianum
Piper cambodianum är en pepparväxtart som beskrevs av C. Dc.. Piper cambodianum ingår i släktet Piper och familjen pepparväxter. Inga underarter finns listade i Catalogue of Life.